# Euproctis sericaria
Euproctis sericaria is een vlinder uit de familie spinneruilen (Erebidae), onderfamilie donsvlinders (Lymantriinae). De wetenschappelijke naam van deze soort is voor het eerst geldig gepubliceerd in 1924 door Tams.
De soort komt voor in tropisch Afrika.